# كيفن ميجر
كيفن ميجر (بالإنجليزية: Kevin Major)‏ (12 سبتمبر 1949)؛ كاتب للأطفال وروائي كندي.